# Gladys del Pilar

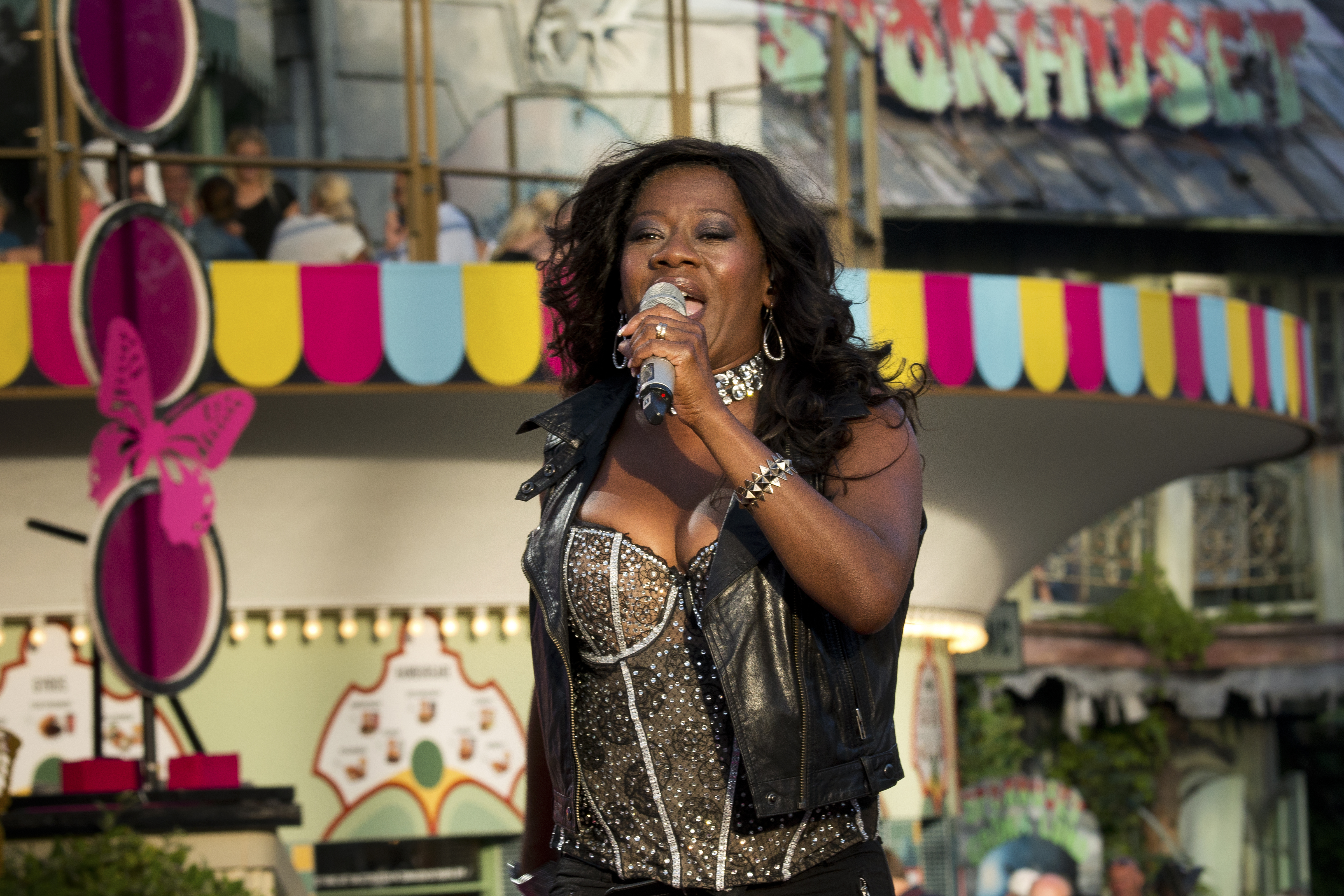
Ett uppträdande i Sommarkrysset 2014

Eva Gladys del Pilar Berg, använder förnamnen Gladys del Pilar som artistnamn, ogift Werner, född 11 oktober 1967 i Guayaquil i Ecuador, svensk sångerska och dansare.

## Biografi

### Bakgrund
Gladys del Pilar och tvillingsystern Ann Consuelo föddes 1967 i Ecuador i Sydamerika och tillbringade sina första år på ett nunnekloster. De skickades sedan till ett barnhem i norra Ecuador där de levde under svåra förhållanden. De behandlade inte barnen särskilt väl och ryktet nådde Sverige och en kvinna som hade vigt sitt liv åt att hjälpa barn i världen som hade det svårt. Med kort varsel adopterades de till Sverige och Örebro vid nyss fyllda sju år. 
Gladys och Anns mamma märkte snart deras stora musikintresse och såg till att de fick gå i den Kommunala Musikskolan. Under sitt praktikår i gymnasiet jobbade hon på klädaffären Gul&Blå i Örebro. Dit kom en dag sångaren i gruppen "Big Deal" och frågade om systrarna ville bli deras körtjejer. 
Tvillingarna var med i "Big Deal" i fyra år. Hennes syster hoppade av tidigare för att bli mamma. Under den tiden hann de skaffa en komplett studio. Gladys del Pilar och teknikern som jobbade där bildade gruppen "Real Power" och spelade in House- och club musik. De fick skivkontrakt med SWE MIX som var ett skivbolag som vågade satsa på den nya musikvågen med house/hiphop/soul- och dance-musik.

### 1990-talet
1991 släppte Real Power singeln "Trust" som gick bra på radion. Hon började jobba med Denniz Pop och singeln "Made up my Mind" blev en stor hit och toppade listorna. Dr. Alban fanns på samma skivbolag, och turnerade tillsammans i Europa med Gladys del Pilar som gästartist. 1992 fick hon utmärkelsen "Årets Nykomling" på DJ Music Awards.
1993 blev något av ett genombrottsår då hon var med i uppsättningarna "Abba the True Story" på Berns och "Fame" på Chinateatern. Samma år fick hon Hjalmar Berglund-stipendiet i Örebro. 1994 var hon med i Melodifestivalen och kom på andra plats med "Det vackraste jag vet", (Musik: Mikael Saxell / Text: Ingela "Pling" Forsman), slagen med enbart fyra poäng av Roger Pontare och Marie Bergman.
1995 sattes krogshowen Hot'n Tot upp på Berns. Det var Gladys del Pilar, Blossom Tainton, Vivian Cardinal och Francesca Quartey. Showen blev en succé och de började turnera med den ute i landet. Samma år åkte hon, Göran Fristorp och Johan Landqvist på en kyrkoturné i södra Sverige.
1996 släppte hon sitt första album "Movin' on" på Eagle Records. "What about me" gjordes också i en svensk version (med text av Monica Forsberg) som fick titeln Vågar jag tro på kärleken. 
Sedan 1998 gästar Gladys del Pilar med olika gospelkörer och lånar ut sin röst till Disney-filmer. Hon jobbar åter med Blossom Tainton och Kayo Shekoni i den gemensamma gruppen Afro-dite som framträder i många olika sammanhang i Sverige och utomlands. Till en början koncentrerade de sig på företagsjobb, men efter hand blev det även mer publika spelningar.

### Afro-dite och Melodifestivalen
Hon vann Melodifestivalen 2002 som medlem av Afro-dite med låten Never Let It Go. 
Singeln sålde platina inom en månad, och fullängds-CD:n gick in direkt på 13:e plats på listan över de 40 mest sålda albumen i Sverige. Recensionerna är positiva. De får till exempel 4 Plus i Aftonbladet (Per Bjurman) och 4 Getingar i Expressen (Anders Nunstedt).
Efter segern i Melodifestivalen medverkade Afro-Dite ytterligare en gång i tävlingen; 2003 med låten Aqua Playa. 
Gladys del Pilar medverkade i Melodifestivalen 2004 som soloartist med låten ”Baby I Can’t Stop”. Hon hamnade på en åttonde plats i deltävling 3 med 9073 telefonröster. 
Afro-Dite medverkade även i Melodifestivalen 2012 med låten ”The Boy Can Dance”. De hamnade på femte plats i deltävlingen och gick därför inte vidare. Låten blev dock en stor hit.

### Senare år
På vårkanten lämnar Gladys del Pilar Afro-dite och börjar återigen jobba på egen hand med gospel och storband över hela Sverige. Hon får till exempel medverka under 2003:s upplaga av Stockholm Jazz Festival tillsammans med gospelgruppen Servants. Året avslutas med en miniturné – Relive The Beatles – tillsammans med Triple & Touch och A Hard Days Band och en längre julturné – Årets Julkonsert 2003 – över hela Sverige tillsammans med Christer Sjögren, Charlotte Nilsson, Triple & Touch, Ragnar Dahlberg, Magnus Spångbergs Orkester och Örebro Gospel.
Gladys del Pilar gjorde i Melodifestivalen 2004 åter ett soloframträdande i tävlingen med Baby I Can't Stop.
Efter en paus med Afro-Dite var de i full gång igen med bland annat julturnén Stjärnklart. Under det året jobbade Gladys del Pilar som gästkock på Noppe Lewenhaupts exklusiva klubb Noppe.
Hon driver sedan under några år mat- och musikprojektet Sinnenas afton. Under tiden medverkade hon även i TV-program som Så ska det låta". Hösten 2009 spelade hon åter musikal på China Teatern i Hairspray.
Hon var körledare för Örebro i Körslaget 2012 där hon åkte ut i fjärde programmet.
2019 deltar Gladys del Pilar i rollen som discodivan "Deloris" i den svenska musikaluppsättningen av En värsting till syster.
Hon har även en mindre roll i andra säsongen av tv-serien Innan vi dör, hösten 2019.

## Teater

### Roller (ej komplett)
| År   | Roll                | Produktion                                                                                  | Regi             | Teater              |
| ---- | ------------------- | ------------------------------------------------------------------------------------------- | ---------------- | ------------------- |
| 1993 |                     | Abba – The True Story Måns Herngren och Hannes Holm                                         | Mikael Hylin     | Berns salonger      |
| 2009 | Motormouth Maybelle | Hairspray Mark Shaiman och Scott Wittman                                                    | Anders Albien    | Chinateatern        |
| 2013 | Justice             | Rock of Ages Chris D'Arienzo                                                                | Anders Albien    | Chinateatern        |
| 2018 | Oda Mae Brown       | Ghost Dave Stewart, Glen Ballard och Bruce Joel Rubin                                       | Anders Albien    | Chinateatern        |
| 2019 | Deloris Van Cartier | En värsting till syster Alan Menken, Glenn Slater, Cheri Steinkellner och Bill Steinkellner | Anders Albien    | Chinateatern        |
| 2025 | Pat                 | Kinky Boots Harvey Fierstein och Cyndi Lauper                                               | Ronny Danielsson | Uppsala stadsteater |